# 난풍
"난풍"은 1968년 공개된 대한민국의 영화이다.

## 배역
- 오영일
- 윤정희
- 태현실
- 조미령
- 유계선
- 김신재
- 방인자
- 한은진
- 박기택
- 박기범
- 정민